# Raphionacme grandiflora
Raphionacme grandiflora là một loài thực vật có hoa trong họ La bố ma. Loài này được N.E.Br. miêu tả khoa học đầu tiên năm 1895.